# Cantharellus (schimmel)
Cantharellus is een geslacht van schimmels uit de familie Cantharellaceae. De wetenschappelijke naam is gepubliceerd in 1821 door Elias Magnus Fries.

## Soorten
Het geslacht telt meerdere soorten waaronder:
- Hanenkam (Cantharellus cibarius)
- Trechtercantharel (Cantharellus tubaeformis)
- Amethistcantharel (Cantharellus amethysteus)